# Termálfürdő

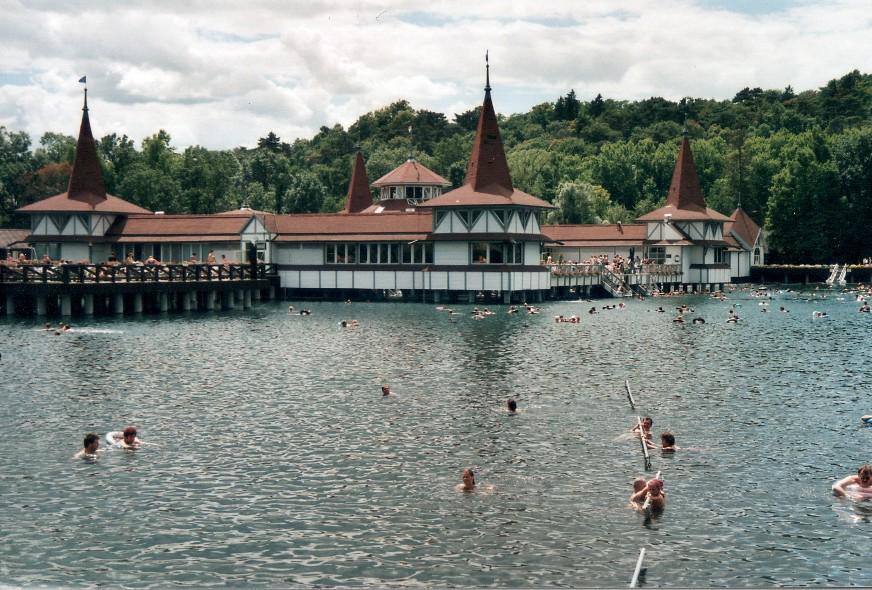
A Hévízi termálfürdő

Azt a fürdőt, ahol a víz hőfoka az emberi test normál hőmérsékletét meghaladja, termálfürdőnek nevezzük.
A fogalomba beletartoznak a gyógyfürdők is, de akadnak olyan meleg vizű fürdők, melyekről még nem bizonyított a gyógyhatás. Magyarország rendkívül gazdag termálfürdők tekintetében.
A római korban népszerű fürdőkultúra alakult ki. Ezek a fürdők a tisztálkodás mellett a kultúra és szórakozás színhelyéül is szolgáltak. Már a római korban felfedezték az ország első természetes biológiailag aktív termáltavát, a Hévízi-tavat.
A római birodalom felbomlásával a hazai fürdőkultúránk története is megszakad.
A törökfürdő eredete arra az időre vezethető vissza, amikor a törökök Anatóliába érkeztek, ahol találkoztak a bizánci és római fürdőkultúrával. Az itt talált hagyományt ötvözték a saját tradícióikkal és az iszlám vallás fürdőzésre vonatkozó előírásaival, így született meg a „török fürdő”, eredeti nevén „Hamam” (jelentése: „meleget árasztó”).
Az Oszmán Birodalom egész területén épültek fürdők, a legtöbb természetesen a fővárosban, a  Magyarországon a legnyugatabbra fekvő pedig, amelyről már csak feljegyzések maradtak fenn, Pécsett. Ezen kívül az 1500-as években Budán, Szegeden, Esztergomban, Szolnokon és Egerben építettek a törökök fürdőket. Ezek közül csupán az egri és néhány budapesti fürdő maradt fenn épségben.
A legtöbb létesítmény hideg vizű források mellett jött létre, amelyek vizét felmelegítették, azonban egyik-másik fürdő – ahogyan a magyarországi fürdők esetében is – meleg vizes források mellé települt. Ezeket „kalipcsáknak” hívták. Az első kalipcsát I. Murád szultán építtette Burszában 1326-ban, azt követően, hogy a várost elfoglalta a bizánciaktól, és az ottani római fürdőt lerombolta. Ez a fürdő a mai napig üzemképes.